# Кравцова, Евгения Александровна
Евге́ния Алекса́ндровна Кравцо́ва (род. 5 января 1982, Оха, Сахалинская область) — российская лыжница и биатлонистка, участница Кубков мира по лыжным гонкам и биатлону.

## Биография
Родилась 5 января 1982 года в городе Оха Сахалинской области.
На внутрироссийских соревнованиях представляла город Москву.

### Карьера в лыжных гонках
Чемпионка мира по лыжным гонкам среди юниоров 2002 года (Шонах, Германия) в масс-старте на дистанции 15 км классическим ходом. В 2004—2006 годах участвовала в Кубке мира по лыжным гонкам в составе сборной России.

### Карьера в биатлоне
Перешла в биатлон в 2006 году. Дебютировала на Кубке Европы в сезоне 2006/07 на этапе в Обертиллиахе, заняв 22-е место в спринте. На этом же этапе в гонке преследования впервые попала в топ-10. Лучший результат на уровне Кубка Европы/IBU показала в сезоне 2008/09, занимая третьи места в спринте и пасьюте на этапе в Банско, по итогам сезона 2008/09 заняла пятое место в общем зачёте Кубка IBU с 451 очками. Выступала на Кубке IBU до конца сезона 2009/10.
В 2007 году принимала участие в чемпионате Европы в Банско, заняла пятое место в эстафете в составе сборной России, была 28-й в спринте и 22-й — в гонке преследования.
В Кубке мира дебютировала в сезоне 2006/07 на этапе в финском Лахти. В своём первом старте, индивидуальной гонке, показала лучший результат в карьере на уровне Кубка мира, заняв 48-е место. Всего приняла участие в шести гонках Кубка мира в сезонах 2006/07 и 2007/08.
По окончании сезона 2009/10 завершила спортивную карьеру.

## Личная жизнь
Отец — Александр Михайлович Кравцов, по состоянию на 2017 год президент Союза биатлонистов России, ранее — руководитель Центра спортивной подготовки и государственный тренер по лыжным гонкам.